# شاهین‌های شب
شاهین‌های شب یا شبگردها (انگلیسی: Nighthawks) یک فیلم اکشن، جنایی و نئو-نوآر آمریکایی به کارگردانی بروس مالموت با بازی سیلوستر استالونه و بیلی دی ویلیامز که در سال ۱۹۸۱ منتشر شد.
این فیلم داستان دو تروریست بین‌المللی را دنبال می‌کند که به شهر نیویورک می‌آیند و از کارآگاهان پلیس، که به عنوان بخشی از یک گروه ضد تروریسم تازه تشکیل شده، خواسته می‌شود تا آنها را شناسایی و خنثی کنند.
این فیلم به دلیل مشکلات تولید، از جمله اخراج کارگردان اصلی، گری نلسون، و تدوین مجدد گسترده توسط ستاره فیلم، استالونه، مورد توجه قرار گرفت. این فیلم در ۱۰ آوریل ۱۹۸۱ توسط یونیورسال پیکچرز منتشر شد و به طور کلی نقدهای مثبتی دریافت کرد و با فروش ۱۹٫۹ میلیون دلار از بودجه تولید ۵ میلیون دلاری، به موفقیت مالی دست یافت.

## خلاصه داستان
«دک داسیلوا» (سیلوستر استالونه) و «متیو فاکس» (بیلی ویلیامز) دو پلیس نیویورکی هستند که به واحد ضدتروریستی متشکل از نخبگان منتقل می‌شوند. در همین زمان یکی از خطرناکترین جنایتکاران بین‌المللی به نیویورک آمده و تلاش می‌کند آشوب به پا کند و…

## بازیگران
- سیلوستر استالونه
- بیلی دی ویلیامز
- روتخر هاور
- لیندسی واگنر
- نایجل داونپورت
- کاترین ماری استوارت
- جیمی گیلیس

## ساخت
فیلمبرداری اصلی در ژانویه ۱۹۸۰ (زمانی که نسخه نهایی فیلمنامه تکمیل شد) آغاز شد و تولید در آوریل ۱۹۸۰ به پایان رسید. به دلیل مشکلات با سیلوستر استالونه و دخالت استودیو در مراحل پسا‌تولید، فیلم به شدت تدوین مجدد شد و یک سال پس از اتمام آن اکران شد.
کارگردان اصلی گری نلسون بود، اما پس از یک هفته تولید از پروژه اخراج شد و نامش در فهرست نویسندگان قرار نگرفت. جایگزین او، بروس مالموت، تنها یک فیلم قبلی در کارنامه خود داشت شد. او توسط جان جی. آویلدسن، کارگردان فیلم «راکی»، که با استالونه در «بازی پیش از موعد» همکاری کرده بود، به او معرفی شد.

## بازخوردها
ورایتی این فیلم را «داستانی هیجان‌انگیز درباره پلیس‌ها و قاتل‌ها» نامید. جانت ماسلین در نقد خود برای نیویورک تایمز، بازی هاور را ستود: «تروریست آقای هاور، به طور خاص، شخصیتی با جزئیات دقیق است که به عنوان نیروی محرکه در طرح فیلم عمل می‌کند. سادیسم و بی‌رحمی تنها ویژگی‌های قابل شناسایی او هستند، و با این حال او هر جا که می‌رود رفتاری به یاد ماندنی دارد.»

## بازسازی
در ژوئیه ۲۰۱۹، اعلام شد که بازسازی این فیلم توسط بالبوا پیکچرز در دست ساخت است. تا مه ۲۰۲۰، سیلوستر استالونه اعلام کرد که یک سریال تلویزیونی ریبوت از آن در دست ساخت است. این پروژه قرار بود یک محصول مشترک بین یونیورسال تله‌ویژن و بالبوا پیکچرز  باشد و به عنوان یک سریال تلویزیونی اختصاصی پیکاک منتشر شود.